# Саратовский округ
Саратовский округ — административно-территориальная единица Нижне-Волжского края, существовавшая в 1928—1930 годах, в Союзе ССР.

## История
Саратовский округ был образован в 1928 году. Центром округа был назначен город Саратов. 1 июля 1929 года округ был переименован в Аткарский, а его центр перенесён в город Аткарск.
По данным на 1929 год округ делился на 10 районов:
- Аткарский (центр — город Аткарск)
- Баландинский (центр — село Баланда)
- Вязовский (центр — село Вязовка)
- Екатериновский (центр — посёлок при станции Екатериновка)
- Лысогорский (центр — село Лысые Горы)
- Малосердобинский (центр — село Малая Сердоба)
- Петровский (центр — город Петровск)
- Саратовский (центр — город Саратов)
- Татищевский (центр — село Татищево)
- Ягоднополянский (центр — село Ягодная Поляна)

30 июля 1930 года Аткарский округ, как и большинство остальных округов Союза ССР, был упразднён. Его районы отошли в прямое подчинение Нижне-Волжского края.